# 莫雷尔·德·蓬特韦斯公馆

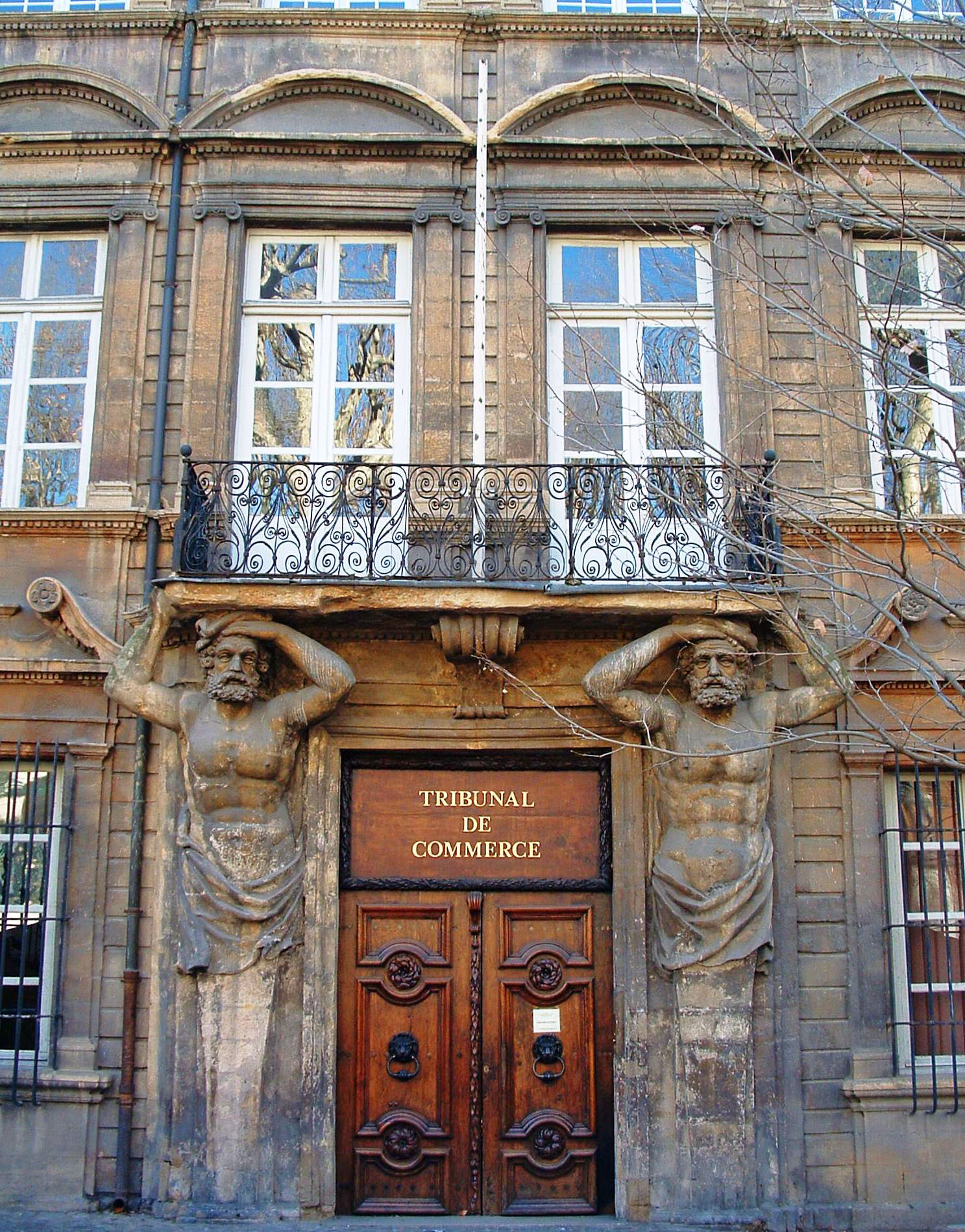

莫雷尔·德·蓬特韦斯公馆（Hôtel Maurel de Pontevès），又名西班牙公馆（Hôtel d'Espagnet）是法国普罗旺斯地区艾克斯的一座历史建筑，位于市中心的米拉波大道38号。

## 历史
该建筑是马扎然区最早建成的贵族府邸之一。它的建设始于1647年，四年后的1651年完工。 它是由建筑师让·伦巴德和皮埃尔·帕维永设计，结合了风格主义和巴洛克建筑的建筑风格。
第一位拥有者是富有的布料商人皮埃尔·莫雷尔, 他购买了蓬特韦斯侯爵爵位。
1990年2月8日，该建筑列为法国历史遗迹。